# Alfons Kontarsky
Alfons Kontarsky (ur. 9 października 1932 w Iserlohn, zm. 5 maja 2010 w Großgmain) – niemiecki pianista i pedagog.

## Życiorys
W latach 1953–1955 studiował w Hochschule für Musik w Kolonii u Else Schmitz-Gohr (fortepian) i Mauritsa Franka (kameralistyka). Od 1955 do 1957 roku kontynuował naukę fortepianu u Eduarda Erdmanna w Hamburgu. Od 1952 roku do połowy lat 80. XX wieku występował w duecie fortepianowym wraz z bratem, Aloysem Kontarsky’m, wspólnie z którym w 1955 roku zdobył 1. nagrodę w konkursie ogłoszonym przez Radio Bawarskie w Monachium. Występował też w założonym przez siebie w 1971 roku trio ze skrzypkiem Saschko Gawriloffem i wiolonczelistą Klausem Storckiem. Wykonywał głównie dzieła muzyki współczesnej, a także utwory okresu klasycyzmu i romantyzmu.
W latach 1962–1966 brał udział jako wykładowca i wykonawca w Międzynarodowych Letnich Kursach Nowej Muzyki w Darmstadcie. Od 1967 roku wykładał w Hochschule für Musik w Kolonii. Opublikował pracę Pro musica nova: Studien zum Spielen neuer Musik für Klavier (Kolonia 1973).